# Caroline Chepkoech
Caroline Chepkoech (ur. 26 maja 1994) – kenijska lekkoatletka, specjalizująca się w biegach długodystansowych i przełajowych, od stycznia 2022 reprezentująca Kazachstan.
Złota medalistka mistrzostw świata w biegach przełajowych w drużynie juniorek z 2013.

## Osiągnięcia
| Rok        | Impreza                                   | Miejsce         | Konkurencja          | Pozycja    | Wynik    |
| Kenia      | Kenia                                     | Kenia           | Kenia                | Kenia      | Kenia    |
| ---------- | ----------------------------------------- | --------------- | -------------------- | ---------- | -------- |
| 2011       | Mistrzostwa Afryki w biegach przełajowych | Kapsztad        | bieg juniorek (6 km) | 1. miejsce | 19:59    |
| 2011       | Mistrzostwa Afryki w biegach przełajowych | Kapsztad        | drużyna juniorek     | 1. miejsce |          |
| 2011       | Mistrzostwa Afryki juniorów               | Gaborone        | bieg na 5000 m       | 1. miejsce | 15:24,66 |
| 2011       | Mistrzostwa świata juniorów młodszych     | Lille Metropole | bieg na 3000 m       | 3. miejsce | 8:56,63  |
| 2012       | Mistrzostwa świata juniorów               | Barcelona       | bieg na 5000 m       | 5. miejsce | 15:58,10 |
| 2013       | Mistrzostwa świata w biegach przełajowych | Bydgoszcz       | bieg juniorek        | 4. miejsce | 18:09    |
| 2013       | Mistrzostwa świata w biegach przełajowych | Bydgoszcz       | drużyna juniorek     | 1. miejsce |          |
| Kazachstan |                                           |                 |                      |            |          |
| 2022       | Mistrzostwa świata                        | Eugene          | bieg na 5000 m       | 7. miejsce | 14:54,80 |
| 2022       | Mistrzostwa świata                        | Eugene          | bieg na 10 000 m     | 7. miejsce | 30:17,64 |
| 2023       | Halowe mistrzostwa Azji                   | Astana          | bieg na 3000 m       | 1. miejsce | 9:01,98  |
| 2023       | Mistrzostwa Azji                          | Bangkok         | bieg na 5000 m       | 4. miejsce | 16:10,20 |
| 2023       | Mistrzostwa Azji                          | Bangkok         | bieg na 10 000 m     | –          | DNF      |
| 2023       | Mistrzostwa świata                        | Eugene          | bieg na 10 000 m     | –          | DNF      |
| 2023       | Igrzyska azjatyckie                       | Hangzhou        | bieg na 5000 m       | 3. miejsce | 15:23,12 |
| 2023       | Igrzyska azjatyckie                       | Hangzhou        | bieg na 10 000 m     | 3. miejsce | 33:15,83 |

## Rekordy życiowe
- bieg na 3000 metrów – 8:29,05 (2018)
- bieg na 5000 metrów – 14:27,55 (2017)
- bieg na 10 000 metrów – 30:17,64 (2022) rekord Kazachstanu